# Iron Custom Motocycles
Iron Custom Motors (ICM) (до февраля 2018 года — Iron Custom Motorcycles (ICM)) — украинская кастом-мастерская мотоциклов (с 2025 года также базируется в Португалии), основанная в Харькове в 2010 году Ярославом Лутицким. Компания стала первой украинской мастерской, представившей страну на мировых и европейских чемпионатах по кастомайзингу. Официальное изменение названия на Iron Custom Motors объявлено в феврале 2018 года.
В 2016 году ICM стала чемпионом мира AMD World Championship of Custom Bike Building в классе café racer с проектом «Beckman». В 2017 году команда установила мировой рекорд скорости на озере Бонневилл с мотоциклом «Inspirium» в классе 350APS-VG.
В 2025 году компания объявила об открытии представительства в Лиссабоне (Португалия).

## Награды в чемпионатах
| Год  | Чемпионат                                      | Класс                    | Награда                                  | Проект        |
| ---- | ---------------------------------------------- | ------------------------ | ---------------------------------------- | ------------- |
| 2012 | Tricky Air Championship                        | —                        | 4-е место                                | «The First»   |
| 2013 | AMD World Championship of Custom Bike Building | Modified Harley-Davidson | 13-е место                               | «Fetish»      |
| 2014 | Italian Motorcycle Championship                | Freestyle                | 3-е место                                | «Sturmvogel»  |
| 2014 | AMD World Championship of Custom Bike Building | —                        | 4-е место                                | «Sturmvogel»  |
| 2015 | Crazy Harley Party 2015                        | Street Performance       | Best custom!                             | «Sturmvogel»  |
| 2016 | AMD World Championship of Custom Bike Building | Cafe Racer               | 1-е место                                | «Beckman»     |
| 2017 | Bonneville Speed Week                          | 350APS-VG                | Мировой рекорд скорости: 99,764 миль/час | «Inspirium»   |
| 2018 | AMD World Championship of Custom Bike Building | Retro/Modified           | 4-е место                                | «Geometric»   |
| 2019 | Проект для частного заказчика                  | —                        | Реализованный проект                     | «Joker»       |
| 2020 | Проект для частного заказчика                  | —                        | Реализованный проект                     | «Quanta R»    |
| 2023 | BMW Motorrad Customizing Championship          | BMW R18                  | Победитель                               | «Unbreakable» |
| 2024 | Совместный проект с BMW Motorrad               | BMW R18 Dragster         | Реализованный проект                     | «Burly»       |

## Проекты

### The First
Первый проект компании, участвовавший в международном чемпионате. Донор — HD Night Rod Special (2009). Кастом в духе HD со строгим соответствием HD-стандартам: расчёты Porsche, двигатель Rotax, обвес и колёса V-Rod No-Limit-Custom, шины Avon Venom, топливный контроллер и выхлоп Vance&Hines. Пневмоподвеска и передняя вилка с траверсами Tricky Air; компьютеризированная система позволяет изменять высоту, жёсткость и порядок накачки.

### Fetish
Донор — Harley-Davidson Rocker C (2008). Оснащён гидроприводом сцепления и подвеской B-17 PD «Black Widow». Установлены односторонний маятник War Eagle и прогрессивная подвеска Air Tail.

### Sturmvogel
Кастом в стиле «дизельпанк» с ракетными формами и максимальным функционализмом; база — Harley-Davidson XR 1200 (2009). Спортивные слики RSD, тормозные системы и машинки PM, подножки и демпфер LSL. Задняя подвеска — по гоночным принципам, с моноамортизатором под двигателем. Маслобак перенесён под мотор, блок управления — в хвост. Под нижним обтекателем расположен радиатор и сопутствующие узлы. Установлен титановый выхлоп Zard. Добавлена «сухая» система закиси азота (+20 л.с.). Полуавтоматическое сцепление EFI адаптировано под проект. Обвес — стеклопластик 50–60-х, выполнен в виде монокока без видимых точек крепления.

### Beckman
Идея — отечественный мотоцикл и аутентичная стилистика конца 1970-х — начала 1980-х. Использованы в основном отечественные детали 1960–1980-х; остальное изготовлено вручную, с сохранением технологий эпохи. Донор — ИЖ Юпитер-4 (1982). После полной модификации исходных деталей почти не осталось.
Список модификаций проекта «Beckman»:
- Оригинальный двухцилиндровый двигатель 27 л.с./5600 об/мин заменён самодельным трёхцилиндровым (рост мощности, компактность, малый вес)
- Самодельный картер из трёх частей (на базе ИЖ Юпитер-4).
- Коленвал с облегчёнными на 70 % маховиками.
-Расточка цилиндров под поршень 64 мм, усадка высоты −12 мм, расширение каналов/окон ≈30 % (5 продувочных, 1 впуск, 1 выпуск), фаза выпуска 175°, степень сжатия 12; средний цилиндр с увеличенным тепловым зазором; корпуса под лепестковые клапаны Yamaha Banshee 350.
- Камеры сгорания: боковые — от ИЖ-Ю-3, центральная — от ИЖ-Ю-5.
- Увеличены размеры всех подшипников; шатуны — ЧЗ-250; поршни — Yamaha RD-350.
- Четырёхступенчатая КПП (ИЖ Ш-12) с удлинённым валом; самодельное керамическое сцепление.
-Электронное бесконтактное зажигание, разработанное под мотор.
-Три карбюратора Mikuni VM26; самодельный привод от ручки газа.
-Итоговый объём — 555 см³, мощность >50 л.с. при 7500 об/мин.
-Самодельная выпускная система из нержавеющей стали.
-Модификация задней части рамы Jawa 350 type 634; самодельный маятник под моноамортизатор.
-Передняя короткорычажная вилка К-750, ретро-демпфер трения (узлы от ИЖ-49 и М-72).
-Двухпоршневые барабаны с охлаждением, удлинённая задняя ступица; шины Firestone Deluxe Champion 4.50-18.
-Самодельный бак с двойным дном и вентиляцией; отдельный кран на каждый карбюратор; форма в духе эпохи.
-Задний обтекатель, фонарь от ГАЗ-51; кастомное сиденье и обивки из термовинила.
-Передний обтекатель и приборная панель (спидометр ИЖ-49 и замок зажигания).
-Нижний обтекатель с вентиляцией для охлаждения и снижения веса; окраска в винтажных зелёных/красных тонах, вручную выполненные гравировки.

## Мировой рекорд скорости мотоцикла «Inspirium»
13 августа 2017 года команда ICM установила мировой рекорд скорости на специально созданном мотоцикле «Inspirium» класса 350APS-VG — 99,764 миль/час (07:53). Класс включает специально построенные винтажные мотоциклы с обтекателем, объёмом до 350 см³, выпущенные до 1955 года, на бензине и без современных электронных систем (инжектор, ЭБУ и др.).
Рекорд установлен на солончаке Бонневилл в рамках Bonneville Speed Week 2017. Скорость в первом заезде — 99,197 миль/ч, во втором — 100,331 миль/ч; максимальная средняя — 104,106 миль/ч.

### Предыдущий рекорд
В 2013 году французская команда Ecole De La Perfomance установила предыдущий рекорд — 86,818 миль/ч (мотоцикл AMC).

### Технические характеристики мотоцикла «Inspirium»
| Год постройки   | 2015–2017                |
| База            | ИЖ-49, 1953 года выпуска |
| Объём двигателя | 350 см³                  |
| Рама            | ICM                      |
| Обвес           | ICM                      |
| Мощность        | 36 л. с.                 |

### Geometric
Проект GEOMETRIC — это не просто мотоцикл, а материализованная фантазия инженера-мечтателя, воплощённая командой Iron Custom Motors в чистой форме ретро-футуризма.  
В проекте соединены точные геометрические формы, минималистичные линии и высокая концентрация инженерных решений. Простота и сложность идут рука об руку, создавая гармонию, где каждая деталь — произведение искусства.
⚙ Основа — ранний двигатель ИЖ-Юпитер, буквально «залитый» в раму. Конструкция настолько компактна, что мотор собирается прямо внутри мотоцикла. Передача — с крайне «короткими» ступенями и акцентом на тягу, выпуск — ультракороткий, подчёркивающий «локомотивную» тягу двухтактного мотора.  
Цепь — полностью ручной работы, двухрядная; звёздочки — также кастомные. Кульминация — переднее колесо: первая в мире **спицованная бесступичная** конструкция. Его дополняет алюминиевый обтекатель-крыло, из-под которого видны лишь клипоны.  
Передняя подвеска — доработанный гирдер, спроектированный под это колесо. Приборы — чистый минимализм: только скорость и напряжение. Фара — кастомная, с характерным голубым свечением.  
Дизайн — отдельная история: геометрический рисунок протектора, травление на баке, кожа комбинированной выделки на сиденье, грипсах и подножках; оплётка проводки, цветные шланги, чёрные карбюраторы — каждый штрих соединяет прошлое и будущее.
Проект GEOMETRIC — вызов обыденности, движущаяся скульптура, где технологии и дизайн живут в идеальном синхроне.

### Joker
Проект JOKER — мотоцикл, который невозможно забыть. Создан, чтобы дарить драйв, эмоции и озорную улыбку во время повседневных городских поездок.  
В основе — Harley-Davidson Dyna Street Bob, мотоцикл для «вечно молодых». Мы убрали всё лишнее, оставив только суть. Никаких компромиссов — только скорость, характер и выразительный результат.
Что сделано:  
-Колёса 3.5×21" и 8×20" с шинами 120/70-21 и 200/40-20 и увеличенным ходом подвески — для города и агрессивного силуэта.  
-Перевёрнутая вилка American Suspension со «спрятанной» разводкой тормозных магистралей.  
-Амортизаторы Legend с регулировками и дополнительным ходом +1,5".  
-Переработана рама, задняя часть и маятник под новые размеры колёс.  
-Посадка оптимизирована: стрит-руль и кастомное сиденье.  
-Компоненты топ-уровня: тормозные диски Galfer, гидросцепление, детали Performance Machine, выхлоп Vance & Hines, армированные шланги.  
-Электроника: спидометр Motogadget, поворотники/стоп Kellermann, фара в стиле V-Rod. 
-Самое смелое — окраска: 9 цветов, микс классической палитры и геометрии; поп-арт и панк в одном образе.
Мы называем его: JOKER.

### Quanta R
Проект Quanta R — машина, стеревшая границы между автомобилем и мотоциклом. Создана Iron Custom Motors для Geneva International Motor Show и легендарного Goodwood Festival of Speed: свобода и адреналин мотоцикла в сочетании с безопасностью и устойчивостью авто.
Основа — пространственная трубчатая рама и «сердце» от Subaru: тюнингованный 2,5-литровый мотор, спортивный «автомат», полный привод, подвеска Bilstein B16, карбон-керамические тормоза Brembo, кованые диски Vossen и шины Continental 335/25R22.  
Пять режимов мощности — **от 350 до 600 л. с.**, с впрыском метанола для надёжности на пике. Разгон 0–100 км/ч — менее 3 с; максимальная скорость — 200 км/ч. При массе **≈750 кг** — это настоящий энергетический всплеск на колёсах.
Кузов из алюминия, выполненный вручную и окрашенный в глубокий графит-мат, скрывает двухместную компоновку: место пассажира прячется под сдвижной крышкой; оба места с подогревом.  
Рулевое — разработки ICM — по логике квадроцикла, с электроусилителем. АКП управляется кнопками и полностью защищена от воды.  
Аудиосистема на уровне самой машины: Alpine Marine, 6 динамиков, сабвуфер, два усилителя и поддержка любых источников.  
Детали говорят сами за себя: карбоновые зеркала/крышки/панели, кастомный выхлоп, фирменная оптика с адаптацией под разные мото-бренды. Синий каркас и пружины контрастируют с матово-чёрным кузовом, жёлтые суппорты подчёркивают бескомпромиссность Brembo.  
Образ завершён работой Bob Basset — созданной для проекта маской райдера.
Quanta R — для тех, кто выбирает вызов, стиль и драйв, но остаётся в тени, скрывая лицо под маской или шлемом. Это не просто квадроцикл — это манифест скорости, инженерии и индивидуальности. Продукт, какого мир ещё не видел.

### Unbreakable
Проект Unbreakable — начало партнёрства Iron Custom Motors и BMW Motorrad Ukraine. В 2023 году мастерская впервые выступила на BMW Motorrad Customizing Championship и одержала безоговорочную победу — **Winner**.
Проект целиком создан в мастерской: от первых эскизов до финальной доводки — манифест инженерной дерзости и дизайнерской смелости.  
В основе — легендарный BMW R18, переосмысленный до неузнаваемости. Впервые в мире для этой модели реализован ряд решений:
-эксклюзивный алюминиевый обвес;  
-пневмоподвеска;  
-уникальные колёса 120/70R23 и 180/50R21;  
-эксклюзивный выхлоп, руль, грипсы, подножки и десятки изготовленных вручную деталей.
Цель — придать мотоциклу более атлетичный и динамичный характер, подчеркнуть красоту двигателя, сочетать чистые, минималистичные линии со сложной инженерией. Чёрный глянец и мат с элементами украинского орнамента придали проекту узнаваемую индивидуальность — ДНК мастерской.
После мировой премьеры на BMW Motorrad Welt и тысяч восторженных взглядов проект вернулся в Украину и был продан на благотворительном аукционе. Все средства направлены в фонд защиты детей — победа, которая важнее титулов.

### Burly
Burly (2024) — продолжение истории с BMW Motorrad Ukraine и шаг в новый этап дизайна кастом-мотоциклов. Задача была шире, чем «сделать единственный байк»: создать **линию деталей** для BMW R18 без аналогов.
Результат — комплект кузовных элементов, заново определяющий возможности модели. Классический, винтажный R18 превращён в мощный, дерзкий и невероятно стильный драгстер.
Что создано:
-колёса 120/70R23 и 280/35R18;  
-эксклюзивные диски собственного дизайна;  
-пневмоподвеска с регулировкой жёсткости и пультом на руле;  
-лёгкий и прочный карбоновый обвес;  
-кастомный выхлоп с фирменным «голосом»;  
-оригинальная светотехника и органы управления;  
-кастомные подножки, грипсы, руль и десятки деталей.
Burly — не только про дизайн и динамику, это эмоция. Мы изготовили десятки комплектов — владельцы R18 получили возможность выйти за пределы заводской конфигурации и собрать мотоцикл мечты, отражающий их личность. Iron Custom Motors — стиль для смелых, кто живёт инженерией и не боится выделяться. Burly — новый символ этой философии.